# Politique étrangère
Pour les articles homonymes, voir Politique étrangère (homonymie).

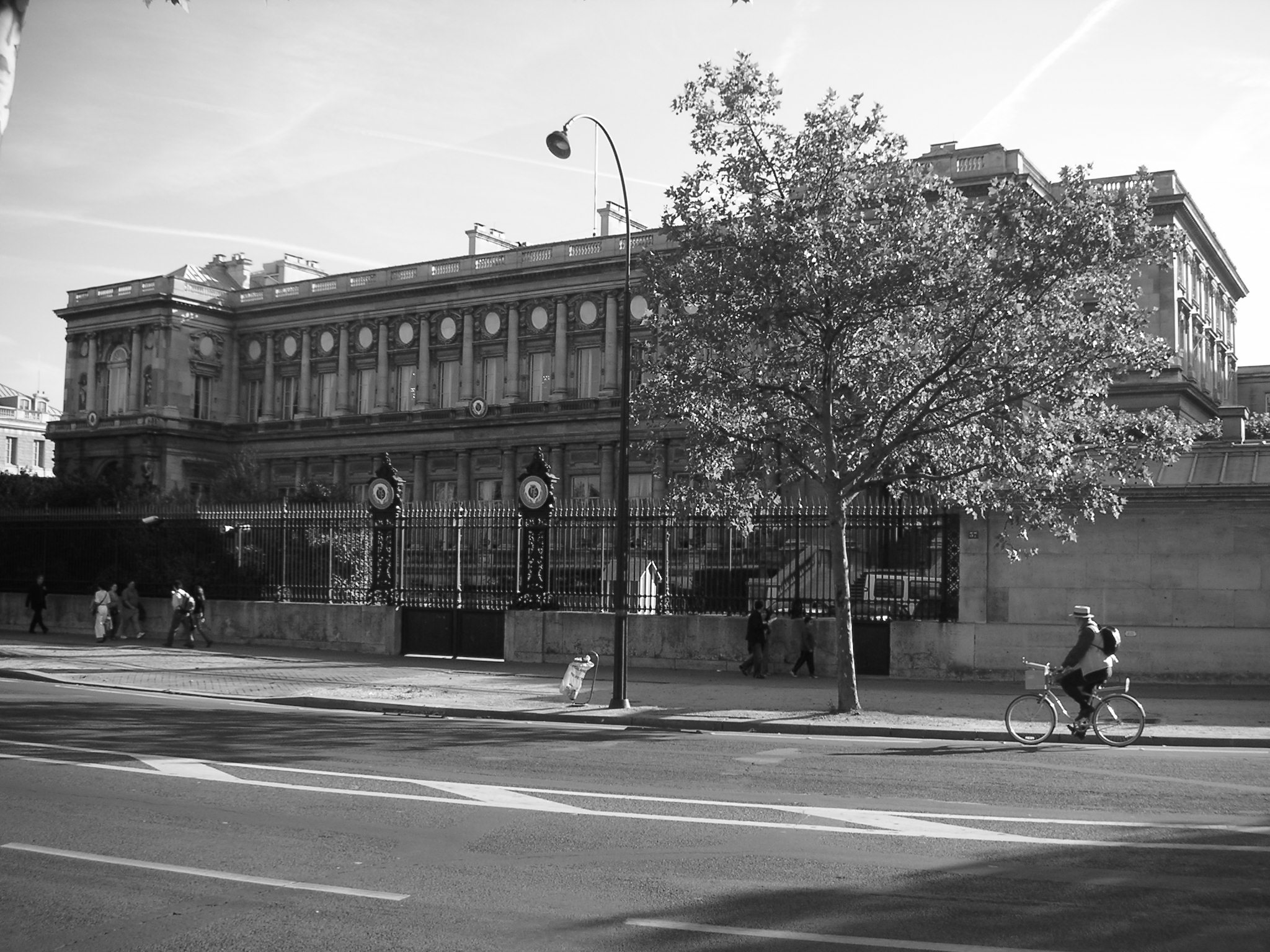
Le quai d'Orsay à Paris, siège du ministère de l'Europe et des Affaires étrangères.

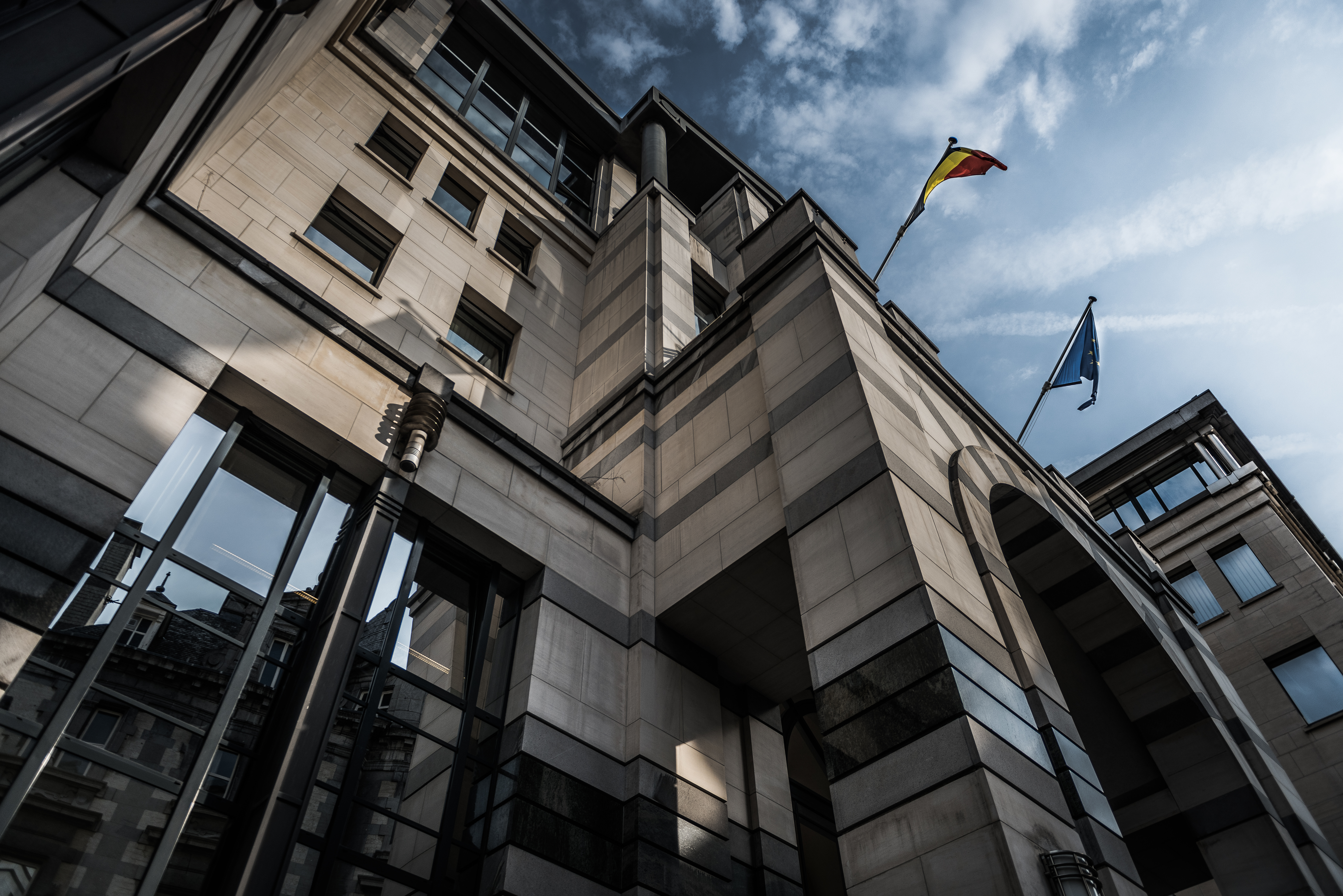
Le siège du Service public fédéral Affaires étrangères du Royaume de Belgique.

La politique étrangère est la politique menée par un État vis-à-vis des pays étrangers. Une politique étrangère a pour objectif de fixer les rapports avec les autres États, notamment au niveau de coopération internationale, commerciales, diplomatiques et militaires, etc., ou, a contrario, en décidant d'un refroidissement des relations.

## Concept
La politique étrangère est le mode d'action externe de l’État, c'est-à-dire sa manière d'être au monde. La politique étrangère règle les questions de paix et de guerre, car elle décide d'une entrée en guerre, ou d'un réchauffement de relations. Frédéric Charillon la définit comme « l’instrument par lequel un État tente de façonner son environnement politique international ».
Christopher Hill, de la London School of Economics, définit la politique étrangère comme le « processus de médiation » qui cherche à articuler les sociétés nationales à la société internationale.
La politique étrangère est, généralement, gérée par le ministère des Affaires étrangères. Il conduit effectivement la politique extérieure de son pays sous contrôle gouvernemental ou, dans un pays semi-présidentiel comme la France, sous le contrôle du président de la République française.
La politique étrangère est principalement étudiée par deux disciplines : les relations internationales et la géopolitique.